# Diniktum
Diniktum, enscrito en Di-ni-ik-tumKI, era una ciudad de la Edad Media de bronce ubicada en algún lugar de la región baja de Diyala en Mesopotamia, en el río Tigris aguas abajo de Upi y cerca de la frontera norte de Elam. Posiblemente está en o cerca de Tell Muḥammad, que se encuentra en la parte sudeste de la moderna Bagdad. Se menciona en la lista geográfica de Harmal.

## Historia
Disfrutó de la independencia brevemente durante el siglo XVIII bajo los reinados de los jefes amorreos ( ra-bí-an MAR.DÚ) Itur-šarrum, atestiguado por un sello único de Ešnunna, y Sîn-gāmil, hijo de Sîn-šēmi y contemporáneo de Zimri-Lim, hacia 1710-1698 a. C. según la Cronología corta de  Mari y Hammurabi (hacia 1728-1686 a. C.) de Babilonia. En una antigua carta babilónica de Yarim-Lim I, el rey de Iamad cuya capital era Halab, antigua Aleppo, al Yašub-Yahad, el rey de Dēr, dice:

... Ciertamente. Sîn-gāmil, rey de Diniktum. muy parecido a como me responderías repetidas veces por medio de mentiras y provocaciones. Después de haber atracado 500 botes en el muelle de Diniktum. Apoyé tanto a su tierra como a el durante 12 años.

-  Iarīm-Līm, Tableta A. 1314, Carta a Yašub-Yahad

Ikūn-pî-Sîn —La palabra de Sin es veraz—, el gobernante de Nērebtum y posiblemente Tutub , ciudades en la esfera de Ešnunna, tienen un nombre de año: «Año en que Ikū (n) -pî-Sîn capturó Diniktum». Fue absorbido por el reino de Ešnunna y consecuentemente enredado en sus conflictos con Elam durante los reinados de Ibāl-pî-El II (hacia 1715-1701 a. C. corta) y Ṣillī-Sîn (hacia 1700-1698 a. C. corta). La ciudad se estableció en la edad de bronce posterior, con el nombre de un año que dice «el año [en el cual] Kadašman-Ḫarbe, el rey, cavó el canal de Diniktum». Kadašman-Ḫarbe era un Kassites, rey de Babilonia de finales del siglo XV.